# Саламандра (алхімія)

Геральдична саламандра

Саламандра (фр. salamandre, лат. salamandra, грец. σαλαμάνδρα; або церк.-слов. форма грец. σαλαμάνδρα ; не виключено, що запозичено із перс. سمندر‎ (samandar): sām — «вогонь», andarūn — «всередині») — дух першостихії вогню у середньовічній міфології та алхімії.
Ця мітологічна істота зазвичай зображується у вигляді маленької ящірки з однойменної родини саламандр, яка, згідно з повір'ями, може жити у вогні завдяки своєму холодному тілу, й вона могла опинятись у вогнищі, сховавшись у гіллі, яке туди підкидали. Вважалося, що якщо кинути у вогнище саламандру, то воно згасне .

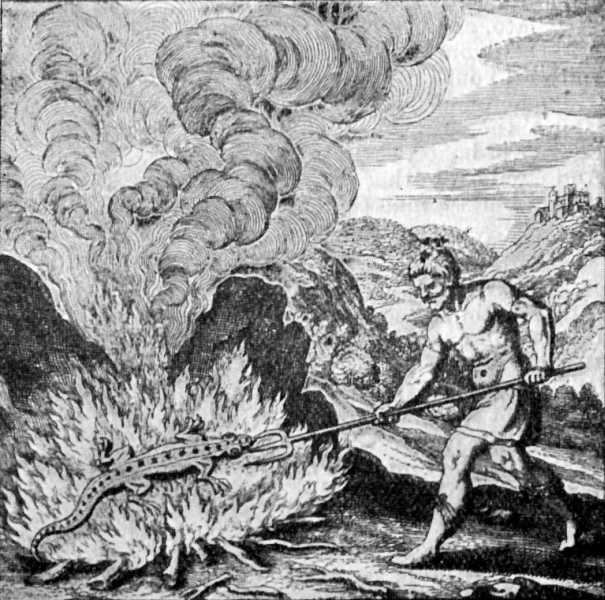

Середньовічні чаклуни та алхіміки ототожнювали саламандр з субстанцією вогню. Характерна особливість саламандри — незвичний холод тіла, який дозволяв їй знаходитись у вогні, не згоряючи, а також гасити будь-яке полум'я. Саламандра є символом червоного втілення філософського каменя. Вважалося що з допомогою системи дзеркал можна «кристалізувати» енергію сонячного проміння в скляній посудині й таким чином прикликати й підкорити собі саламандру.
Згадується алхіміком Парацельсом як один із чотирьох елементалів. Разом із сильфами, ундинами та гномами утворює алхімічний квартет. У близькосхідній мітології їм відповідають іфрити.

## Античність та середньовіччя
Саламандра була чітко відома стародавнім грекам у 4 столітті до нашої ери, оскільки і Аристотель (384—322 до н. е.), і його наступник Теофраст (бл. 371–бл. 287 до н. е.) посилаються на σαλαμάνδρα (саламандру). Теофраст, зокрема, називає його ящіркою («саурою»), поява якої є ознакою дощу. Це твердження підтвердили відомі автори трактатів, такі як Антигон із Каристи в Греції або Пліній Старший у Римі.
Давньогрецький лікар Нікандр із Колофона (2 століття до н. е.) описує використання саламандри, «ящірки-чарівниці», в отруйному зіллі, і Воллес припускає, що подібне посилання на подрібнення ящірки для виготовлення любовного зілля Теокрита (3-й століття до нашої ери) може також стосуватися саламандри. Перші відомі натяки на цю тварину приписують Аристотелю, який пов'язував саламандру з вогнем і стверджував, що погасив його, пройшовши над ним.
Зі свого боку , Ісидор Севільський не тільки повторив твердження авторів цих трактатів, але й підсилив їх, стверджуючи, що саламандра здатна «отруїти і висушити фруктове дерево, а також отруїти колодязі, які можна пити». Деякі письменники, наприклад, німецький єпископ Рабан Мавр, у середині IX століття, відтворять висловлювання єпископа Севільї, який стане натхненням для перших графічних зображень цієї тварини.
Сам св. Августин (4-5 ст.) використовував саламандру, як символ проклятих, які будуть страждати від вічного пекельного вогню, не маючи можливості померти.
Відповідно до все більш екзотичних описів, які з'являються, худоба відіграватиме вирішальну роль у цій видозміні, а також надасть їм більш вражаючі риси, представляючи їх у зовнішньому вигляді чи то собачих, чи то свинячих, чи навіть з людськими рисами.

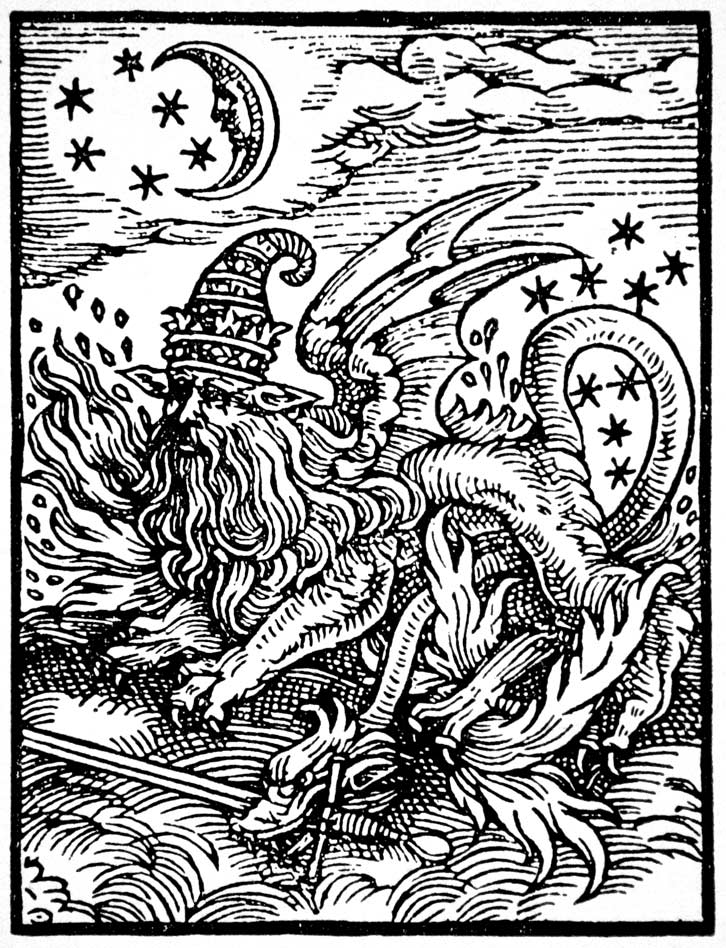
Гравюра з зображенням саламандри за Парацельсом

П'єр де Бове та Вільгельм Нормандський дають відомості про різнокольорове тіло в саламандр; у тосканському бестіярії його ототожнюють з птахом, тоді як у рукописі "Божественний бестіярій " він буде представлений по черзі як птах у полум'ї та як крилатий собака.

## В іконографії
Саламандра знайшла широке застосування в галузі геральдики. Середньовічна іконографія використовує образ саламандри як символ праведника — хранителя віри серед мінливості тлінного світу. Поміщаючи саламандру на свій герб, його власник, по суті, заявляв, що йому притаманна стійкість і він не боїться небезпеки.

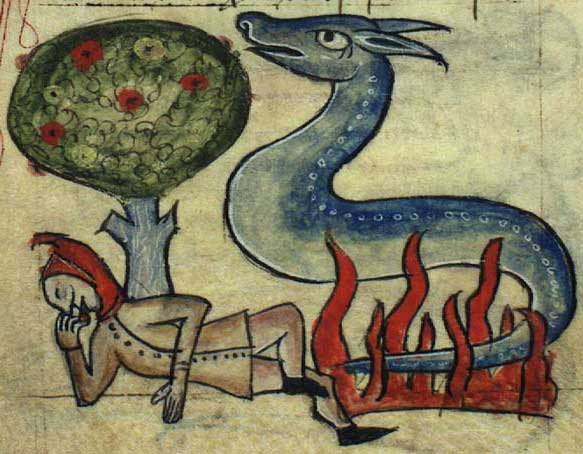
Алхімічне зображення саламандри

У давніх зображеннях саламандра з'явилася як свого роду змій, оточений вогнем. У сучасніших вона мала вигляд справжньої амфібії, але огорнутою полум'ям.
Франциск I використовував саламандру як свою особисту емблему.

## У літературі
У літературі саламандри трапляються серед казкових персонажів. Наприклад, у казці Е. Т. А. Ґофмана «Золотий горщик» Архіваріюс Ліндґорст виявляється князем духів та саламандрою. У казковому циклі К. С. Льюїса «Хроніки Нарнії» (повість «Срібне крісло») саламандри згадуються як фантастичні істоти, розпечені до білого вигляду, що живуть у вогні і населяють підземну країну Бісм (Підзем'я), де вони пророчо керують життям гномів-підземців. Саламандра як символ також зустрічається на формі пожежників у романі Рея Бредбері «451 градус за Фаренгейтом».

## Використання назви
Здатність істоти протистояти вогню призвела до того, що її назва була застосована до різноманітних нагрівальних пристроїв, у тому числі обігрівачів, духовок, приладів для приготування їжі та ковальської справи, що датуються принаймні 17 століттям.